# چیکا چوکوومریجه
چیکا چوکوومریجه (انگلیسی: Chika Chukwumerije؛ زادهٔ ۳۰ دسامبر ۱۹۸۳) تکواندوکار اهل نیجریه است.